# Gypsophila pinifolia
Gypsophila pinifolia är en nejlikväxtart som beskrevs av Pierre Edmond Boissier och Hausskn. Gypsophila pinifolia ingår i släktet slöjor, och familjen nejlikväxter. Inga underarter finns listade i Catalogue of Life.